# Sobčice (zámek)
Sobčice jsou raně barokní zámek v obci Sobčice v okrese Jičín. Postaven byl na místě středověké tvrze v letech 1630–1634 pro potřeby Stanislava Dohalského z Dohalic. Po něm zámek patřil valdickému klášteru a později Trauttmansdorffům. Zámecký areál je chráněn jako kulturní památka.

## Historie

### Tvrz
Na místě současného zámku stála tvrz. V roce 1373 ve vsi sídlil zeman Vaněk ze Sobčic. Roku 1408 je zde připomínán Martin ze Sobčic a roku 1415 Václav ze Sobčic. Po pánech ze Sobčic se majitelé střídali. Existence tvrze je písemně doložena za Jana Krupého z Probluze. Roku 1526 je připomínán Václav Hrádek ze Stránky, který prodal Sobčice s tvrzí, dvorem, vsí s kostelem a částí Podhorního Újezda Haškovi Zvířetickému z Vartenberka. Po něm tvrz držel syn Michal z Vartenberka. Po jeho smrti se jeho žena, Lidmila z Pacova, provdala za Zdeňka z Valdštejna a statek mu odkázala. V roce 1575 vyhořela. Opravena byla roku 1584.
Zdeněk z Valdštejna statek roku 1577 prodal své druhé choti Anně Hasištejnské z Lobkovic, rozené z Redernu, od níž 2. října 1584 za 8 500 kop českých grošů koupil Sobčice Jan Bořek starší Dohalský z Dohalic. Po Janu Bořkovi statek zdědil syn Zikmund a později vnukové Sanislav a Jan Jiří Dohalští z Dohalic, kterým byl za účast na stavovském povstání roku 1623 zkonfiskován. Bratři byli posléze omilostněni a statek jim zůstal, ale roku 1627 ho prodali za 24 000 kop míšeňských grošů Albrechtovi z Valdštejna. Ten jim ale vyplatil jen část dohodnuté sumy a zbytek statku jim ponechal jako manství.

### Zámek

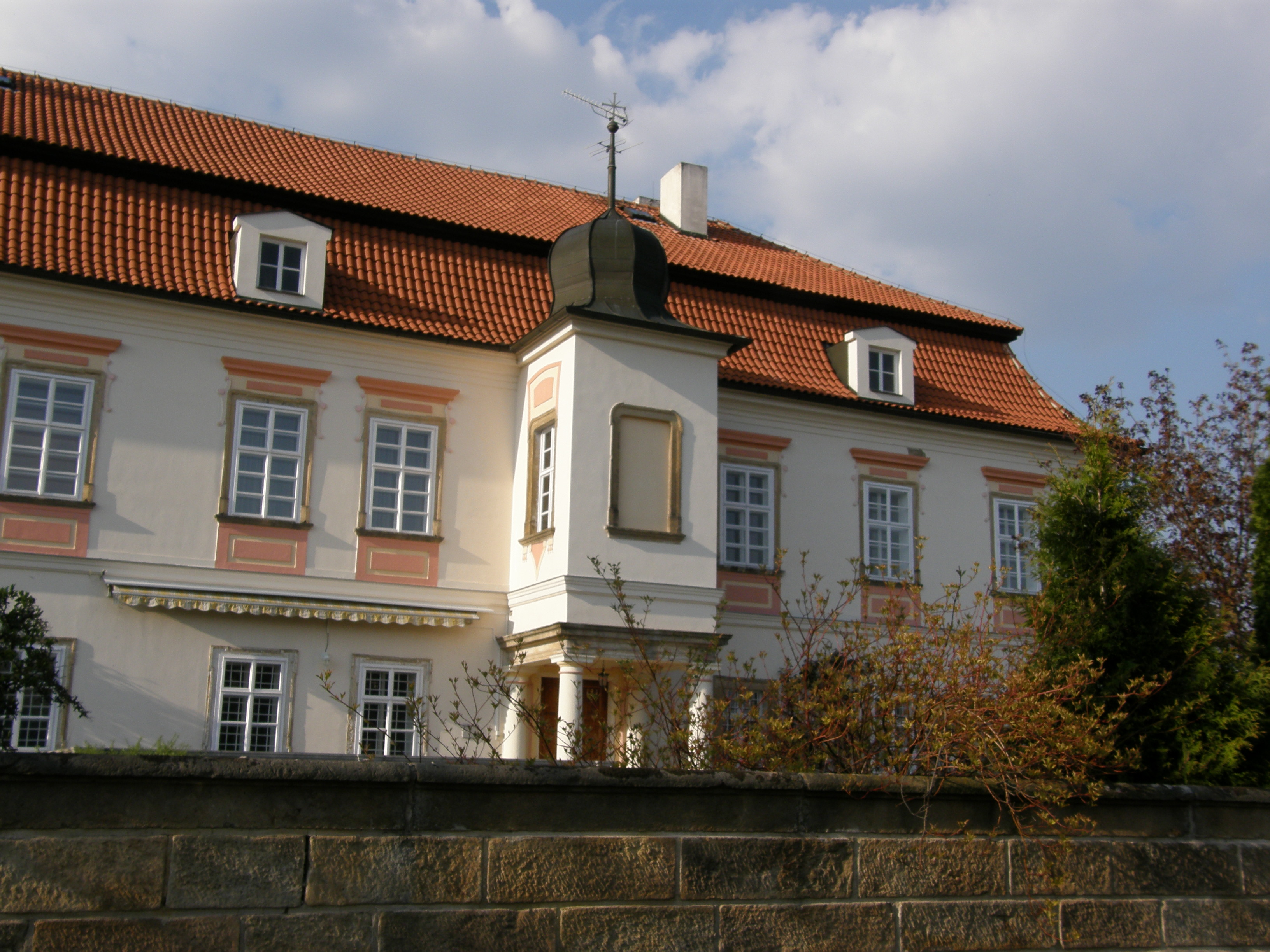
Věžička nad vchodem s monogramem kartuziánů a kaplí svatého Bruna

V letech 1630 až 1634 byla tvrz přestavěna na barokní zámek. Přestavbu řídil pravděpodobně architekt Albrechta z Valdštejna, Nicolò Sebregondi. Stanislav Dohalský zámek roku 1661 prodal valdickému klášteru, který zámek roku 1737 upravil pro potřeby správy svých sobčických statků i celého sobčicko-vojického panství.
Po zrušení klášterů v rámci josefínských reforem roku 1782 byl zámek předán náboženskému fondu a spravován správcem. Roku 1824 byl statek prodán Ferdinandovi z Trauttmansdorffu, který zámek připojil ke kumburskému panství. Od 16. listopadu 1950 budovu spravoval sobčický místní národní výbor a v letech 1980–1990 budova sloužila jako galerie, kde měl stálou expozici malíř Karel Šlengr.
V devadesátých letech 20. století byl zámek prodán Janu Tomáškovi, který budovu opravil. Od roku 2004 zámek patří firmě Zámeček Sobčice.

## Popis
Raně barokní jednopatrový zámek s mansardovou střechou má nad vstupem monogram kartuziánského kláštera. Nad vchodem je malá věžička s cibulovitou bání. V prvním patře věžičky se nachází kaple svatého Bruna.